# آلیو دیا
آلیو دیا (انگلیسی: Aliou Dia؛ زادهٔ ۳۰ مهٔ ۱۹۹۰) بازیکن فوتبال اهل مالی است.